# Baginton

Baginton is een civil parish in het bestuurlijke gebied Warwick, in het Engelse graafschap Warwickshire met 755 inwoners.